# معهد وودز هول لعلوم المحيطات
معهد وودز هول لدراسة المحيطات (بالإنجليزية: Woods Hole Oceanographic Institution)‏(WHOI) هو منشأة خاصة غير ربحية للأبحاث والدراسات العليا مكرس لدراسة جميع جوانب العلوم والهندسة البحرية افتتح في 1930, وهو أكبر معهد مستقل لأبحاث المحيطات في الولايات المتحدة.

## وصلات خارجية
- معهد وودز هول لعلوم المحيطات